# Малаховский, Николай
Николай Малаховский (1730 — 29 сентября 1784) — государственный деятель Речи Посполитой, воевода ленчицкий (1773—1775) и серадзский (1775—1784), староста опочновский, ротмистр хоругви 2-й бригады народовой кавалерии.

## Биография
Представитель польского шляхетского рода Малаховских герба «Наленч». Старший сын канцлера великого коронного Яна Малаховского (1698—1762) и Избеллы Хумиецкой (ум. 1783).
В 1758 году был избран послом (депутатом) на сейм от Сандомирского воеводства. В 1764 году член конфедерации Чарторыйских и посол на конвокационный сейм. В том же 1764 году поддержал избрание Станислава Августа Понятовского на польский королевский престол. В 1773 году Николай Малаховский был назначен воеводой ленчицким, а в 1775 году получил должность воеводы серадзского.
Кавалер орденов Святого Станислава (1766) и Белого Орла (13 декабря 1776).

## Семья
В 1759 году женился на Марианне Еве Менцинской (1741 — после 1785). Дети:
- Изабелла Малаховская, жена Франтишека Ксаверия Ростворовского
- Ян Непомуцен Малаховский (1764—1822), староста опочиновский, референдарий великий коронный (1792), сенатор-каштелян Герцогства Варшавского (1810), сенатор-воевода Царства Польского (1817)
- Станислав Александр Малаховский (1770—1849), полковник, бригадный генерал армии Герцогства Варшавского, сенатор-каштелян Царства Польского (1831)